# Maharao
Maharao is een woord in het Urdu en betekent "Hoge heer". Maha betekent hoog of groot en Rao heer. 
De bekendste Maharao (het meervoud is ook Maharao maar het Nederlands wijkt daarvan af) waren de machtige en tot 1947 regerende Maharaos van Cutch.